# 双喙虎耳草
双喙虎耳草（学名：Saxifraga davidii），为虎耳草科虎耳草属下的一个植物种。